# Вес Болл
Ве́с Болл (англ. Wes Ball; нар. 28 жовтня 1980 року, США) — американський кінорежисер, продюсер, сценарист і художник з візуальних ефектів та графіки. Найбільш відомий як режисер трилогії «Той, що біжить лабіринтом», заснованої на однойменній серії романів Джеймса Дешнера.

## Біографія
Вес Болл народився 28 жовтня 1980 року. У 1999 році Болл закінчив Crescent City High School, а в 2002 році — Коледж кіномистецтв Університету штату Флорида зі ступенем бакалавра образотворчих мистецтв. Його дебют у кіно відбувся в 2002 році. Уес виступив як оператор восьмихвилинного короткометражного фільму Шейн Соер «Oliver's Music», а також працював монтажером короткометражної драми режисера Ден ДеДжізес «Time for Change». У цьому ж році Уес Болл завершив роботу над своїм дебютним фільмом — короткометражної стрічки, створеної ним за власним сценарієм «Jacob: The Movie». Цього разу монтажером його фільму виступив Ден ДеДжізес, а сам він також став художником-постановником свого дебютного кінопроекту. У 2003 році він став лауреатом Student Academy Awards за короткометражний анімаційний фільм «A Work in Progress».

## Кар'єра
Свою кар'єру в Голлівуді Болл розпочав з анімаційної короткометражки «Ruin», яка привернула увагу керівників студії 20th Century Fox. Вони запропонували йому стати режисером кіноадаптації роману «Той, що біжить лабіринтом», яка стала його першим повнометражним фільмом. При бюджеті в 34 мільйони доларів фільм зібрав у прокаті 348 мільйонів доларів. Головні ролі в картині виконали американський актор Ділан О'Брайен і британські актори Томас Сенгстер і Кая Скоделаріо. Фільммав різні відгуки у глядачів, однак, продюсери стрічки заявили про запланований сіквел. Продовження трилера «Той, що біжить лабіринтом: Випробування вогнем» продемонстрували вже до кінця 2015 року. В якості режисера знову виступив Уес Болл, а в головних ролях крім трійки акторів, відомих за попередньою стрічкою, можна буде побачити Наталі Еммануель і Ейдана Гілла.

## Фільмографія
- «Той, що біжить лабіринтом» (2014)
- «Той, що біжить лабіринтом: Випробування вогнем» (2015)
- «Той, що біжить лабіринтом: Ліки від смерті» (2018)
- «Планета мавп: Нове царство» (2024)

У листопаді 2023 року стало відомо, що Болл виступить режисером фільму за мотивами гри «The Legend of Zelda» для Nintendo та Sony Pictures.